# Neoempheria brevicauda
Neoempheria brevicauda är en tvåvingeart som beskrevs av Edwards 1940. Neoempheria brevicauda ingår i släktet Neoempheria och familjen svampmyggor. Inga underarter finns listade i Catalogue of Life.